# سنگین‌نوک فیجی
سنگین‌نوک فیجی (نام علمی: Clytorhynchus vitiensis) نام یک گونه از سرده سنگین‌نوک است.